# Andora, Italien
Andora, eller Marina di Andora som den ofta kallas, är en stad och kommun i nordvästra Italien i provinsen Savona i regionen Ligurien. Kommunen hade 7 500 invånare (2018).

## Geografi
Andora ligger i den västra delen av den italienska rivieran mellan Capo Mele i öst och Capo Mimosa i väst, den del som brukar kallas Riviera delle Palme (palmernas riviera). Den äldsta delen av staden ligger på en kulle väster om floden Merulas mynning i Medelhavet.

## Historia
De först bosatta i Andora var fokaier från Mindre Asien som grundade en koloni här på 700-talet f.Kr. Under  Romarriket utvecklades staden på grund av sitt strategiska läge vid Via Julia Augusta. Efter den gotiska invasionen 951 blev den en del av Marca Alemanica och från 1091 tillföll den Boniface del Vasto. 1125 tog familjen Clavesana över och byggde en försvarsanläggning, torn, kyrkor och murar. På grund av krig blev familjen tvungen att 1252 sälja staden till Republiken Genua. På slutet av 1700-talet hamnade trakten under Napoleons kontroll i det nya departementet Montenotte. Senare tillföll staden Kungariket Sardinien och slutligen Italien.

## Turism
Andora är en populär semesterort tack vare sina fina stränder och historiska sevärdheter. Här finns möjlighet att utöva vattensporter såsom segling, kanotpaddling, vindsurfning, draksurfning och dykning. Det finns även en småbåtshamn med gästplatser. På sommaren hålls konserer i Parco Delle Farfalle.

## Ekonomi
Andoras ekonomi är baserad på turism, men även jordbruk. Runt staden finns odlingar av basilika, oliver, frukt, grönsaker och vingårdar.